# دوم باترول (مسلسل تلفزيوني)
دووم باترول مسلسل أبطال خارقين أمريكي عرض على شبكة عالم دي سي، المسلسل يستند على فريق من الأبطال الخارقين يسمى دووم باترول من أبطال عالم دي سي كوميكس، تم إنشاؤه من قبل أرنولد دريك وبوب هاني، عرض لأول مرة في 2019، وهو مشتق من مسلسل جبابرة.

## نبذة
بعد أحداث جبابرة ،حصل فريق دوم باترول علي مهمة من سايبورغ لا يستطيعون تجاهلها وسوف تغير حياتهم.
يتكون الفريق من روبوت مان ‏، نيجاتيف مان ‏، كريزي جين، وإيلاستيك غيرل بقيادة الدكتور نيلز.

## الطاقم والشخصيات
- أبريل بويلبي: عضو في دوم باترول وممثلة السابقة، طورت القوة لتقليص نموها بعد تعرضهم لغاز سام.
- مارك شيبارد: جسد شخصية الساحر كيبلنق صديق الرئيس القديم ،ظهر بالحلقة الرابعه والخامسه من الموسم الأول وعُرف أيضا بدوره كراولي ملك الجحيم بسلسله خارق للطبيعة .
- ديان غيريرو : عضو في دوم باترول مع 64 شخصية متميزة تنتج قوة عظمى مختلفة. [3]
- جوفان وايد  [لغات أخرى]‏ : بطل خارق من نصف إنسان ، نصف آلة يكافح مع ازدواجيته . [4]
- بريندان فريزر : عضو في دووم باترول ومتسابق سابق ، تم نقل دماغه إلى جسم آلي بعد وقوع حادث دمر جسده. [5]
- آلان : ظل حي قادر على استنزاف صحة الآخرين بعد أن جربه النازيون السابقون في باراغواي بعد الحرب. [6]
- تيموثي دالتون : قائد فريق دووم باترول وهو طبيب قيادي في العلوم الطبية . [7]
- مات بومر: عضو في دووم باترول والطيار السابق ، الذي تحطمت طاقة سالبة وهو الآن ملفوف في ضمادات من الرأس إلى أخمص القدمين.

## التصوير
التصوير الرئيسي بدأ في 30 أغسطس عام 2018 ، Olde Town كونيرز ، جورجيا. التصوير استمر في جورجيا خلال شهر سبتمبر 2018 في لورينسفيل في برياركليف القصر ‏.

## وصلات خارجية
- دوم باترول على موقع IMDb (الإنجليزية)
- دوم باترول على موقع ميتاكريتيك (الإنجليزية)
- دوم باترول على موقع روتن توميتوز (الإنجليزية)
- دوم باترول على موقع فيلمافينيتي (الإسبانية)
- دوم باترول على موقع كينوبويسك (الروسية)
- دوم باترول على موقع ألو سيني (الفرنسية)
- دوم باترول على موقع قاعدة بيانات الفيلم (الإنجليزية)